# Матера (провинция)
Мате́ра (итал. Provincia di Matera) — провинция в Италии, в регионе Базиликата.

## Физико-географическая характеристика
Матера, меньшая из двух провинций региона Бизиликата, расположена в юго-восточной части региона на берегу Ионического моря и занимает площадь 3447 км². Восточная часть провинции покрыта горами, которые постепенно снижаясь переходят в холмистую область, а затем и равнины на берегу Ионического моря. Длина побережья составляет 35 км.
На территории провинции расположены парки Сан-Джулиано (San Giuliano), Pantano of Policoro Woods, Каланчи, природный парк Gallipoli Cognato и часть национального парка Поллино. Водохранилище Сан-Джулиано является местом охраны птиц, природный памятник Каланчи — глинистая формация, образовавшая причудливые формы под воздействием воды.
Столицей провинции является город Матера. Часть коммуны Трикарико в провинции Потенца принадлежит провинции Матера.

## История
Провинция матера была образована в 1927 году выйдя из состава Потенцы.
В силу экономических потрясений и частых землетрясений, некоторые коммуны провинции являются полностью или частично заброшенными. К ним относятся Алиано, описанный Карло Леви в его романе «Christ Stopped at Eboli», сильно пострадавшая от землетрясения 1980 года, Крако, полностью заброшенный после ряда природных катастроф, который является популярным местом телесъёмок.

## Население
На 1 январе 2014 года по данным национального института статистики население провинции составляло 201,133 человек, из них женщин — 102,402, мужчин — 98,731.

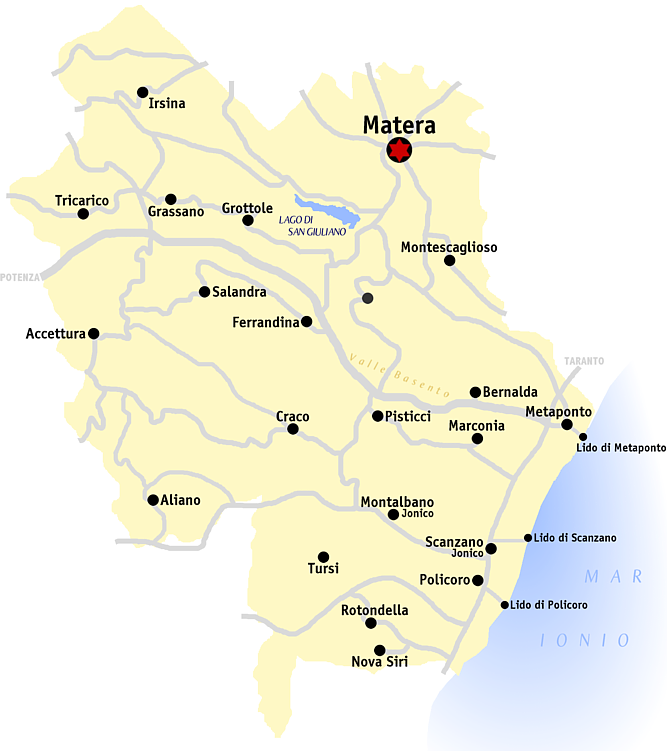

В провинции находится 31 населённый пункт:
| - Алиано - Аччеттура - Бернальда - Вальсинни - Гарагусо - Горгольоне - Грассано - Гроттоле - Ирсина - Кальчано - Колобраро | - Крако - Матера - Мильонико - Монтальбано-Йонико - Монтескальозо - Нова-Сири - Оливето-Лукано - Пистиччи - Поликоро - Помарико | - Ротонделла - Саландра - Сан-Джорджо-Лукано - Сан-Мауро-Форте - Сканцано-Йонико - Стильяно - Трикарико - Турси - Феррандина - Чирильяно |

## Экономика
В провинции развито сельское хозяйство: вдоль границы с провинцией Апулия выращивают виноград и оливковые деревья, вокруг коммуны Ирсина — зерновые.
В соседнем Бари, находится большой порт, в котором работают паромные переправы до Дуррес (Албания), Игуменица и Корфу (Греция), Котор (Черногория), Дубровник (Хорватия). Железнодорожная линия Ferrovie Appulo Lucane связывает основные населённые пункты провинции. Основным транспортным узлом, связывающим провинцию с остальными регионами страны является Бари. Через провинцию проходят две автомагистрали: A14 — пересекающая страну с севера на юг и A16 — от Неаполя ло Каноса.

## Культура

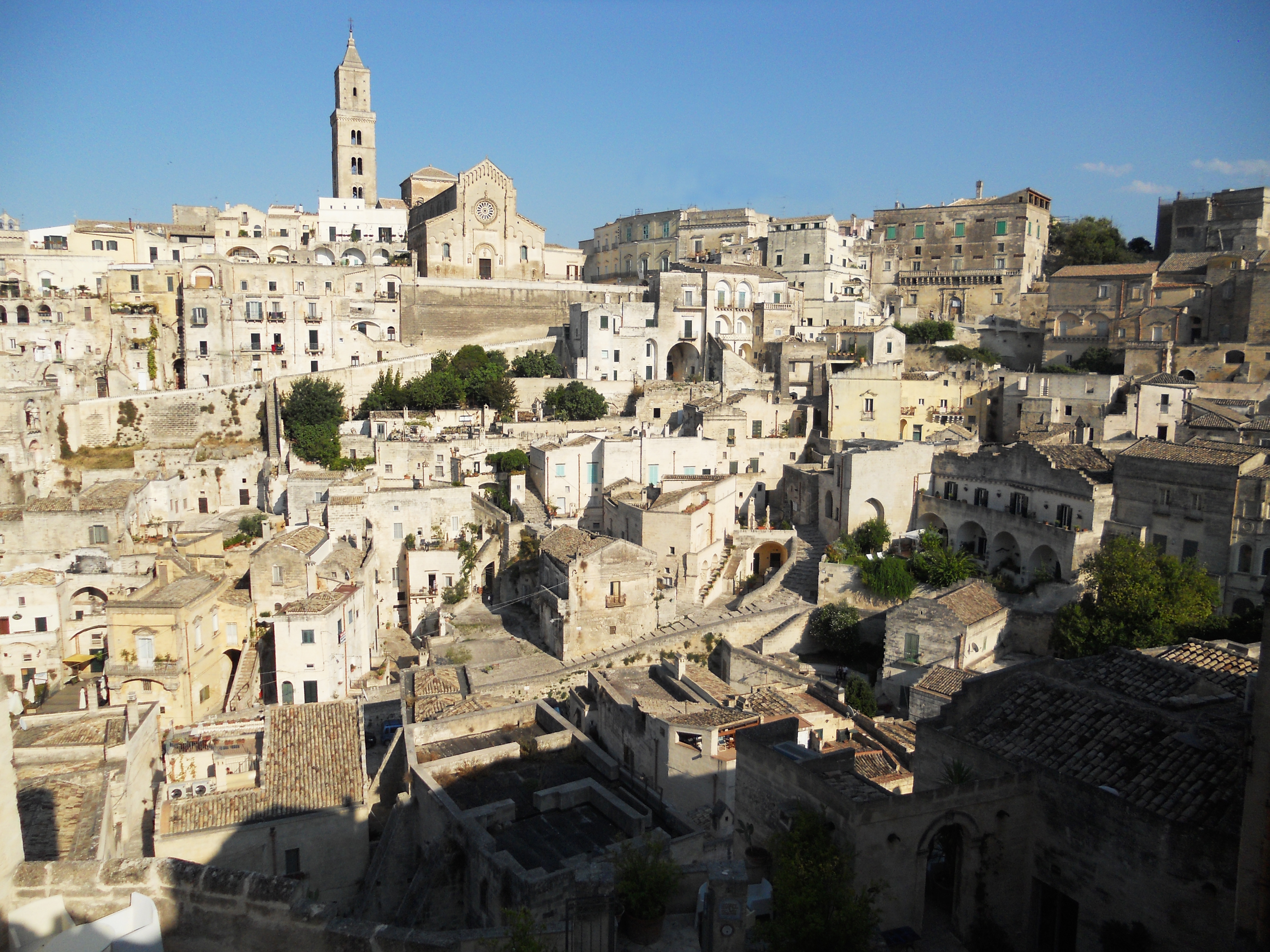

На территории провинции находится объект всемирного наследия Sassi di Matera — террасные виноградники, связанные узкими улочками и дома с кирпичными фасадами, вделанные в карст.